# Terminus
Термінус (англ. Terminus) — шрифт зі сталою шириною символів, створений Дмитром Жековим для розробників програмного забезпечення, верстальників та всіх, хто тривалий час працює за комп'ютером.
Terminus входить до складу багатьох дистрибутивів Linux, в тому числі в Debian, Fedora і Ubuntu. Зазвичай використовується в текстових редакторах, таких як Vi і Emacs.